# フランソワ・ド・カリエール

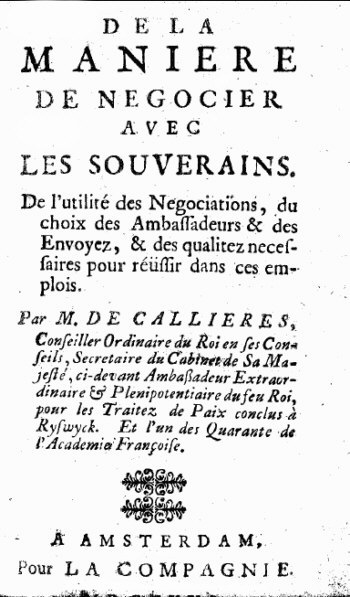
フランソワ・ド・カリエールの著書「外交談判法」(1716年)の表題紙

フランソワ・ド・カリエール(François de Callières, sieur de Rochelay et de Gigny、1645年5月14日 - 1717年3月4日)は、 フランスの外交官兼作家であり、ルイ14世の特使で、アカデミーフランセーズのメンバーであった。 1697年にレイスウェイク条約に署名した3人のフランスの全権大使の1人であった。
彼の『外交談判法』1716年（原題「主権者との交渉の仕方について」）は、ルイ14世の命令でさまざまな外交交渉に、特にレイスウェイクでの講和条約締結の交渉に全権を与えられて携わった経験から来ているとこの著作を捧げたルイ13世の孫でオルレアン公フィリップ２世への献辞で述べている通りで、この本は18世紀の外交の教科書となった。
この本は、アングロサクソン人の世界では評価が高く、とりわけトーマス・ジェファーソンとハロルド・ニコルソンによって高く評価されている。ジョン・ケネス・ガルブレイスは、交渉について言わなければならないことはすべてこの本で述べられていると言った。"

## 生涯
カリエール家はビスケー湾に望むサントーンジュからノルマンディーに移ってきた小貴族で、彼は、シェルブールの知事であり、"'La Fortune des gens de qualité et des gentilshommes particuliers, enseignant l'art de vivre à la cour suivant les maximes de la politique et de la morale"（「政治と道徳の格言に従って法廷で生きていく術を教えている高貴な人々と人目に触れたがらない紳士の幸運」)の著者であるジャック・ド・カリエールの息子である。父親は、ノルマンディーの詩人や文芸愛好家と交流し、何冊かの文芸作品と歴史書を書いた。子どもは、フランソワとその弟ルイ・エクトルという二人の息子があった。ルイ・エクトル・カリエールは、軍人となり、カナダでイギリス人やイロコイ族と戦いカナダ総督になった。フランソワもルイ・エクトルも生涯独身だった。

フランソワの初めての外交任務は1670年彼が22歳の時で、出入りしていたノルマンディー州総督ロングヴィル公に派遣され、ポーランドに赴いた。これはロングヴィル公の息子シャルル・パリをポーランド国王に選ばせるための工作をするためであった。不運なシャルル・パリは、1672年オランダ戦争に従軍し、同年6月ライン川の渡河作戦で溺死したので、カリエールの工作は徒労に終わった。カリエールは、その後の数年間にヨーロッパでのいくつかの交渉に控えめながら係わっている。サヴォイ公爵のカルロ・エマヌエーレ2世は、1675年の公爵の死によって短縮されたフランスとの同盟を試みる際に彼を雇て、サヴォイ公の使節としてバイエルンに派遣されたが、1675年に公爵が死去したためこの交渉は打ち切られた。
バイエルン王女マリア・アン（マリー・アンヌ・ド・バヴィエールが、大王太子ルイの花嫁となるべくルイ14世の宮廷に連れて行かれた時もカリエールはその交渉の初期の段階で係わっていた。パリでは、1688年の古代近代論争への賢明で公平な貢献である、Histoire poetique de la guerre nouvellement declarée entre les anciens et les modernes (古代近代論争の文学的歴史)を含め何冊かの著作を刊行しており、シャルル・ペローの主題による詩もその中にある。1689年12月23日、彼はアカデミーフランセーズのメンバーに選出された。彼の選出の決め手になったのはルイ14世への讃辞で、これをメンバーの前で披露したのはダランベールであった。
その後、3つの"優美な"作品が続く。つまり、最新の宮廷での表現と正しい所作の本、うまい表現と機知に富んだ鉄道の逸話を紹介するもの、そして最後に、立派な人たちが避けるべき中産階級の人たちの表現との対比で、宮廷て話されるフランス人の「優美な表現」についてのものである。
彼は10年近くパリの社交界に身を置く文人として過ごしていたが、再び外交官としての任に就く。1693年は、フランスとサヴォアの交渉に関係したが、翌年1695年10月には秘密交渉のためオランダに派遣された。
フランスは1688年以来、イギリス、オランダ、ドイツ、スペインなど周辺諸国とヨーロッパ、地中海、北米、カリブ海、インドで陸海を股にかけて戦争を繰り返してきたが、そのうちイギリスでは九年戦争、フランスではアウクスブルク同盟戦争と呼ばれる大同盟戦争の終結の可能性が見えてきたということで、カリエールがその任に当たったのである。きっかけは、サン・シモンが、『回想録』(ガリマール、プレイアード叢書版、第一巻、p.353)によると、カリエールがパリの街角でたまたま旧知のオランダ商人と出会ったのがそれだったという。２人で時局について話をしていたところ、オランダに和平の意図があると確信、カリエールがシェヴルーズに報告し、彼がカリエールを顧問会議の一員、ボーヴィリエのところに連れていき、更に外務大臣シャルル・コルベール・ド・クロワシー、前外務大臣シモン・アルノー・ド・ポンポンヌも話に加わり、カリエールがオランダに派遣されたという次第である。交渉は一度では済まず、1695年6月、1696年5月にもオランダに趣き、ようやくオランダ、イギリス、スペインの3カ国との講和の大綱がまとまった。交渉の終わりに、彼は1697年フランスの３人の全権代表の一人としてレイスウエイク条約に署名することになる。
帰国後、彼は国王官房書記官に任命され、1701年には国王の筆跡と署名を真似て手紙を代筆する任務も引き継いだ。この仕事で彼は、年俸1万ループルと宮殿内の居室を与えられた。
サン・シモンは国王に直言する勇気を持った紳士カリエールの格言を紹介している。
今日、彼の『外交談判法』第2章の冒頭は、出版されてから2世紀後、これまでになく強い反響を呼んでいる。
こうして、晩年のカリエールは、1700年と1702年に交渉ごとのためロレーヌに派遣されたほかは、ルイ14世の側近として使えて、ヴェルサイユかパリで暮らした。1709年に彼はパリのヌーヴ・サン・トーガスタン通りとリシュリュー通りの角に、6万ルーブルで居宅を購入した。ルイ14世が亡くなった翌年1716年に『外交談判法』は出版された。正式タイトルは、『主権者と交渉する方法について。交渉の効用、大使と派遣施設の選択、ならびに、この仕事で成功するために必要な資質について』である。レイスウェイク条約以降の事例には触れていないので、1700年頃には稿本が書き上げられていたと見られる。
1717年5月5日、カリエールはパリで死去した。葬儀はサントゥスタッシュ教会で行われた。未婚であったため、遺言により彼の遺産の大部分はオテル・デュー・パリに寄贈された。

## 外交談判法
『外交談判法』の特徴は次の３点にある。
1. 常駐使臣制度、すなわち、諸外国に使臣を常駐させて、持続的に交渉を行うことの効用を説く。ウェストファリア条約以後のヨーロッパは、大小の国家が互いに対立し、抗争し合いながらも共存して、一つの世界、一つの場を作っている。起きてくる出来事をすべて見破り、これを迅速、正確に報告させるため、交渉家を各国に常々配置しておくことを余儀なくされる。
2. 交渉の方法として、誠実さ、嘘をつかないことの大切さを説く。嘘つきと思われたら、持続的交渉そのものが不可能になる。彼は、これを言葉の使い方や人の心理の機微に触れながらモラリスト的に考察を重ねる。
3. 「交渉家」、すなわち外交官を独立した専門職として確立させよということ。これは本の中で繰り返し、さまざまな角度から強調される。当時の大使は大半が大貴族や軍人だったという現実への辛辣な批判と表裏一体になっている。ただ、カリエールはそれにとどまらず、交渉家を志す青年に対する教育と訓練の方法を具体的に示している。特に、ウェストファリア条約以降の国際条約をすべて熟読すること。有能な交渉家の残した公刊、未公刊の回想記、報告の類に親しむことにより、ヨーロッパ近代史に通暁すること。ラテン語の他にドイツ語、イタリア語、スペイン語を学ぶべきことの３つを挙げている。この構想は、1711年にフランス外務省内に、将来在外公館の書記官、さらに派遣使節、大使となるべき青年を養成する機関として外務大臣トルシーが設置した「アカデミー・ポリティーク」(1720年、もしくは1721年まで存続)のカリキュラムに酷似している。[8]